# أندريه إلينغتون
أندريه إلينغتون (بالإنجليزية: Andre Ellington) هو لاعب كرة قدم أمريكية أمريكي، ولد في 3 فبراير 1989 في مونكس كورنر في الولايات المتحدة.

## وصلات خارجية
- أندريه إلينغتون على موقع إي إس بي إن.كوم (أن.أف.أل)3
- أندريه إلينغتون على موقع مرجع كرة القدم المحترفة.كوم (الإنجليزية)